# محمدیه (استان معسکر)
محمدیه (به عربی: المحمدية) یک شهرداری در الجزایر است که در استان معسکر واقع شده‌است.
 محمدیه  ۸۴٬۷۰۰ نفر جمعیت دارد.